# Iván Ivankov
Iván Ivankov (en bielorruso, Іван Аляксандравіч Іванкоў; Minsk, 10 de abril de 1975) es un gimnasta artístico bielorruso, tres veces campeón del mundo, en las competiciones general individual y por equipos, entre 1994 y 2001.

## Carrera deportiva
En el Mundial de Birmingham 1993 consigue el bronce en anillas, por detrás del italiano Jury Chechi y el alemán Andreas Wecker
En el Mundial celebrado en Brisbane (Australia) gana el oro en la general individual, quedando por delante del ruso Aleksey Voropayev y del bielorruso Vitaly Scherbo, y también el bronce en barra fija, por detrás de Vitaly Scherbo y el húngaro Zoltán Supola (plata).
En el Mundial de Lausana 1997 gana tres medallas, una de cada metal: oro en la general individual —por delante del ruso Alexei Bondarenko y el japonés Naoya Tsukahara—, plata en la competición por equipos —tras China (oro) y delante de Rusia (bronce)—, y bronce en anillas, por detrás del italiano Jury Chechi y el húngaro Szilveszter Csollány.
En el Mundial de Tianjin 1999 consigue el bronce en el concurso por equipos, por detrás de China y Rusia.
En el Mundial de Gante 2001 logra de nuevo tres medallas, una de cada metal: oro en el concurso por equipos —Bielorrusia queda delante de Estados Unidos (plata) y Ucrania (bronce)—, plata en la general individual —por detrás del chino Feng Jing (oro) y delante del búlgaro Yordan Yovchev—, y bronce en barras paralelas, tras el estadounidense Sean Townsend y el puertorriqueño Eric López.
Y poniendo fina a esta exitosa carrera, en el Mundial de Debrecen 2002 gana la plata en la prueba de barra fija, por detrás del griego Vlasios Maras y empatado a puntos con el esloveno Aljaž Pegan.